# Мухаммадкул, Мухаммадрасул оглы— Мухаййир
Мухаммадкул, Мухаммадрасул оглы   (псевдоним МУХАЙЙИР) (1842 г., г. Коканд, Кокандское ханство, — 1918 г., Риштан, Ферганская область, Туркестанская Автономная Советская Социалистическая Республика)  —  поэт, переводчик.

## Биография
Мухаммадкул, Мухаммадрасул оглы Мухаййир – поэт, переводчик, родился в 1842 году в махалле Гози ёглик, квартала Ходжент, города Коканда в семье служащего.
Он был третьим сыном муллы Мухаммад Расула мирзы. В эпоху феодализма он занимался научной работой в дворцовой  канцелярии, был секретарем, затем начальником ханской канцелярии. Начальное образование получил в махаллинской школе при мечети, затем учился в медресе, обучался арабским наукам. Трудовую деятельность начал с писаря, потом был имамом мечети. Половину жизни провел за пределами города Коканда.
В конце жизни долгое время был имамом хотибом и преподавателем большой, известной, соборной мечети узбекского кишлака Ок ер в пригороде Рошидона. Здесь же в 1918 году в возрасте семьдесяти восьми лет скончался.
Поэт был большой, полный, лицо цвета зрелой пшеницы, черная, волнистая борода. Его часто видели грустным, молчаливым, задумчивым. Ходил он величаво, степенно.  Во времена Мукимий он еще был не столь популярен. Дружил с поэтами Мухйи и Завкий.
Поэт перевел книгу «Салоти Масъудий» с фарси на узбекский язык. Вместе с Завкий он написала целый ряд произведений.
В настоящее время в Риштане живут внуки и правнуки Мухаййира.